# Le Siècle (jornal)
Le Siècle (em português, O Século), sub-titulado « jornal político, literário e de economia social », é um diário francês cujo primeiro número apareceu em 1º de Julho de 1836 e cuja publicação encerrou-se em 1932.

## História
Fundado por Armand Dutacq e financiado notadamente pelo advogado e deputado Odilon Barrot, o jornal "Le Siècle" representa sob a chamada « Monarquia de Julho » a dinastia de esquerda, em oposição a Guizot. Foi dirigido por Hercules Guillemot e depois por Chambolle em sua parcela política ; Louis Desnoyers assegurava a parcela literária do jornal, na qual colaboraram numerosos escritores, entre os quais Charles Nodier, Léon Gozlan, Alphonse Karr e Jules Sandeau. Honoré de Balzac lançou nele sua primeira edição de "Béatrix", em agosto de 1839, "Une fille d'Ève", entre dezembro de 1838 e janeiro de1839, "Pierrette", em janeiro de 1840, "La Fausse Maîtresse", em dezembro de 1841, "Albert Savarus", em 1842, "Un homme d’affaires", em 1844. Foi também no "Le Siècle" que Alexandre Dumas publicou, na forma de folhetim, alguns de seus livros mais importantes e famosos como a "Trilogia dos Mosqueteiros", composta por "Os Três Mosqueteiros", "Vinte Anos Depois" e "O Visconde de Bragelonne"
A princípio com a concorrência do jornal "La Presse" de Émile de Girardin, criado no mesmo dia, "Le Siècle" conquistou rapidamente uma grande audiência (30.000 assinantes em 1839) e prosperou até 1848. No dia seguinte ao golpe de estado de 2 de Dezembro de 1851, Léonor-Joseph Havin, deputado da Manche, toma a direção do jornal, que conservará até sua morte em 1868. Durante este período do Segundo Império Francês, "Le Siécle" torna-se republicano, em oposição ao regime de Napoleão III, mas é aceito por este último em razão do apoio do jornal a sua política das nacionalidades na Europa. Bem difundido por todo o país junto ao público burguês e liberal, sua tiragem cresce até o jornal tornar-se o mais influente dos diários franceses da época (35.000 exemplares em 1870).
De Outubro de 1870 a Março de 1871, é publicado em Poitiers, depois em Bordeaux. Suprimido pela Comuna de Paris (1871), reaparece em Paris em 15 de Maio de 1871. Após esta data, não terá mais a mesma influência obtida em seu papel de oposição.
Sob a direção de Yves Guyot, à testa da redação a partir de Abril de 1892, "Le Siècle" adota então uma nova fórmula. Distingui-se durante o Caso Dreyfus, apoia corajosamente o militar em artigos assinados notadamente por Joseph Reinach, Raoul Allier e Félix Pécaut, e tornar-se, de certo modo, porta-voz da "Liga Francesa pela Defesa dos Direitos do Homem e do Cidadão", recentemente criada.
Conservando ainda sua importância como jornal republicano da esquerda moderada e anticlerical, apreciado por seu alto nível, perderá progressivamente uma parte de sua audiência até 1917. Desaparecerá definitivamente em 28 de Junho de 1932.

## A propósito do "Siècle" (citação)
Não se pode exagerar a importância do "Siècle" nem muito evitar de o desagradar. Contaram-me que, no iniício da última guerra, Garibaldi, entrando não sei em que cidade, foi saudado com aclamações da multidão : « É o Homem do Século », gritavam de todos os lados. O correspondente de um jornal francês que lá se achava, compreendeu imperfeitamente o grito popular ; acreditou que se gritava com entusiasmo, vendo Garibaldi : « É um assinante do "Século" », e transmitiu para Paris este indício curioso da popularidade universal do grande jornal. Ele só errou pela metade. Homem do século, assinante do "Século", é a mesma coisa ; e todo aquele que não lê "O Século" ou não o respeita, não é de seu século »—  "Journal des Débats" (Jornal dos Debates) - 27 de Maio de 1860 (citado por Roger Bellet, pag. 50